# Жекіно
Жекіно (рос. Жекино) — присілок в Вачському районі Нижньогородської області Російської Федерації.
Населення становить 59 осіб. Входить до складу муніципального утворення Новосельська сільрада.

## Історія
Від 2009 року входить до складу муніципального утворення Новосельська сільрада.

## Населення
| 1859 | 1897 | 1905 | 1926 | 1999 | 2002 | 2010 |
| ---- | ---- | ---- | ---- | ---- | ---- | ---- |
| 615  | ↘512 | ↗577 | ↗682 | ↘73  | ↗74  | ↘59  |